# 刘冬 (动物学家)
刘冬（1982年1月—）是中华人民共和国的土壤学及蜱蟎類動物的專家，目前是中国科学院大学现代农业科学学院的博士生導師。

## 簡歷
刘冬於2000年至2004年在江苏第二师范学院完成本科課程，之後（2004年至2007年）轉往南京师范大学升讀三年制的研究硕士，並於2010年在中国科学院动物研究所取得博士資格。畢業後加入中国科学院东北地理与农业生态研究所，從助理研究员做起，歷任副研究员，並從2016年11月起升任研究员；從2015年至現在是吉林大学地球科学学院擔任博士後研究員。期間多次出訪波蘭及俄羅斯擔任访问学者。刘冬師承波蘭动物学家沃伊切赫·尼德巴拉（Wojciech Niedbała），對於蜱蟎類物種的分類有一致的觀點。

## 重要著作[2]
- [Oribatida: Ptyctimous Mites]. 科学出版社. 2018-09 （中文（简体））.
- . Auckland（紐西蘭）: Magnolia Press. 2018-03 （英语）.
- [Acarina]. 河北大学出版社. 2013-08 （中文（简体））.
- [Hotspots of new species discovery: new mite species described during 2007 to 2012]. Auckland: Magnolia Press. 2013-05.
- 刘冬; 乔格侠; 陈军. . 《动物分类学报》. 2011-06-22, 36 (3): 815–820  [2021-09-16]. ISSN 1000-0739. （原始内容存档于2021-09-16） （中文（简体））.